# 다카마촌
다카마촌(高間村)은 일본 아이치현 히가시카스가이군에 설치되었던 촌이다. 현재의 나고야시 모리야마구의 일부에 해당한다.